# 오로라 스노
오로라 스노(Aurora Snow, 1981년 9월 3일 ~ )는 미국의 작가, 전 여자 AV다. 2003 AVN상 올해의 여성 퍼포머상 수상자이다. 키는 167cm 몸무게는 46kg이다. 쓰리 사이즈는 B77-W58-H87다.